# Kasteel van de Graven van Salm
Het Kasteel van de graven van Salm (Château des Comtes de Salm) was een kasteel in Salmchâteau in de Belgische gemeente Vielsalm in de provincie Luxemburg. Het kasteel lag aan de noordzijde van het dorp en was een hoogteburcht gelegen op een uitstekende rotspunt.
Tegenwoordig is het kasteel slechts nog een ruïne. Het poortgebouw is nog aanwezig, maar op de plaats van het eigenlijke kasteel staat een nieuwer huis. Het kasteel was gebouwd in opdracht van de graven van Salm. De ruïne is niet vrij toegankelijk.

## Geschiedenis
De eerste burcht van de graven van Salm lag in Vielsalm. Later verhuisden ze naar Salmchâteau.
In de 9e eeuw werd hier een kasteel gebouwd.
In de 13e eeuw verbleven de graven maar kort in het kasteel. Ze lieten het lokale beheer over aan ambtenaren.
In de 14e eeuw werd het kasteel gebouwd op de oude fundamenten en werd het gebouw uitgebreid bewoond.
In de 15e eeuw daalde het politieke en militaire belang van het kasteel.
In de 16e eeuw verviel het tot een ruïne.

## Legende
Volgens de legende plaatsen de graven van Salm hun goud in de grond, dat werd bewaakt door een gouden geit. In de 20e eeuw zijn er bij Salmchâteau opgravingen gedaan waarbij er vele gouden munten zijn gevonden. Men heeft echter nooit een gouden geit weten te vinden.